# Нільтава мінгаська
Нільтава мінгаська (Cyornis sanfordi) — вид горобцеподібних птахів родини мухоловкових (Muscicapidae). Ендемік Індонезії.

## Опис
Довжина птаха становить 14.5 см. Голова і верхня частина тіла сіро-коричнева, тім'я сіре, крила темно-сіро-коричневі, хвіст оливково-коричневий. Нижня частина тіла світло-коричнювато-сіра, гузка жовтувато-охриста. Очі великі, чорні, дзьоб широкий, з невеликим гачком на кінці, навколо дзьоба ростуть вібриси.

## Поширення і екологія
Мінгаські нільгави живуть в гірських тропічних лісах Мінагаського півострова на півночі Сулавесі, зокрема в заповіднику Гунунг-Амбанг. Вони живуть на висоті від 1400 до 2400 м над рівнем моря.

## Збереження
МСОП вважає цей вид таким, що знаходиться під загрозою зникнення. Популяцію мінгаських нільгав оцінюють в 6-15 тисяч птахів. Їм загрожує знищення природного середовища.